# Фелікс Вейнгартнер
Фелікс Вейнгартнер (нім. Felix Weingartner, 2 червня 1863 — 7 травня 1942) — австрійський диригент, композитор і піаніст.

## Біографія

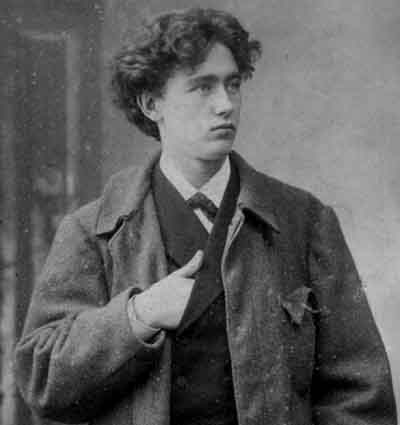
Вейнгартнер, 1890 рік

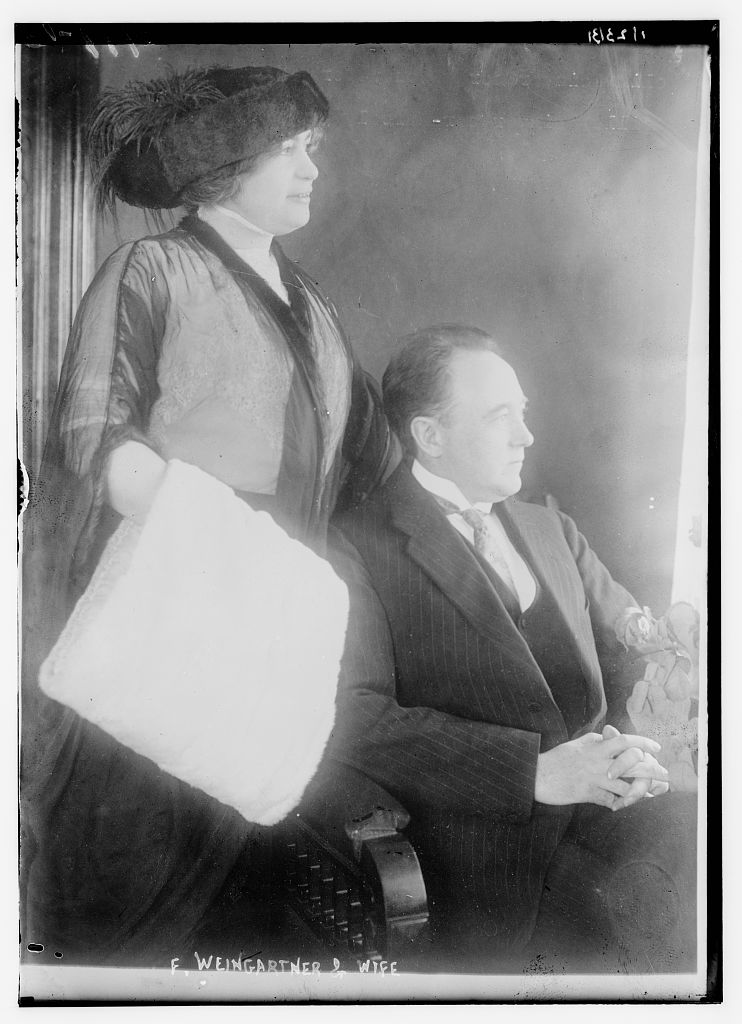
Вейнгартнер з дружиною, 1915 рік

Фелікс Вейнгартнер народився в Далмації в сім'ї поштового службовця; рано втратив батька. Музикою почав займатися під керівництвом матері, потім в 1873–1881 роках навчався у В. А. Ремі в Граці. У 1881–1883 роках Вейнгартнер був студентом Лейпцизької консерваторії; композицію йому викладав Герман Цопф, фортепіано — Оскар Пауль, диригування — Карл Рейнеке. Після закінчення консерваторії Вейнгартнер продовжив навчання у Ференца Ліста у Веймарі; там же за рекомендацією Ліста в 1884 році була поставлена опера Вейнгартнера «Шакунтала» (за класичною індійською п'єсою Калідаса). Ліст також рекомендував молодого диригента як асистента Гансу фон Бюлову.
Як диригент Фелікс Вейнгартнер дебютував у 1883 році в Кенігсберзі. Працював оперним та симфонічним диригентом у Данцигу (Гданську), Гамбурзі та Мангеймі. У 1891 році був призначений першим диригентом королівської опери і симфонічних концертів в Берліні. У столиці Німеччини Вейнгартнер працював до 1898 року, коли був запрошений до Мюнхена. Тут до 1905 року керував симфонічним оркестром Р. Кайма («Кайм-концерти», тепер Мюнхенський філармонічний оркестр).
У 1908 році Фелікс Вейнгартнер став наступником Густава Малера на посаді директора Віденської опери і керівника симфонічних концертів Віденської філармонії. На чолі Віденської опери Вейнгартнер протримався лише до 1911 року, з Віденською філармонією співпрацював до 1927 року. Одночасно працював в Міському театрі Гамбурга (1912–1914) та на посаді музичного керівника Дармштадта (1914–1919).
У 1919 році Вейнгартнер повернувся до Відня, де до 1924 року був директором Народної опери. В подальшому багато гастролював за кордоном, у тому числі в СРСР (1926). У 1927–1933 роках працював в Базелі, викладав диригування в консерваторії і виступав як диригент.
У 1935 році Вейнгартнер знову очолив Віденську державну оперу — після того як її покинув Клеменс Краус. Але дуже скоро розбіжності з музикантами змусили його піти у відставку. Покинувши Віденську оперу в 1936 році, оселився у Швейцарії та продовжував гастролювати різними країнами. Він дав свій останній концерт в Лондоні в 1940 році і помер в Вінтертурі два роки по тому.

## Творчість
Фелікс Вейнгартнер був одним з найвиданіших представників німецької диригентської школи; поряд з Гансом Ріхтером, Феліксом Мотлем, Густавом Малером та Артуром Нікішем він входив у так звану «післявагнерівську п'ятірку». Прославився як інтерпретатор творів Людвіга ван Бетховена та інших композиторів-класиків, Гектора Берліоза, а також Петра Чайковського, Олександра Бородіна. Про диригентську манеру Вейнгартнера дає уявлення зроблений в Парижі в 1932 році відеозапис виконання увертюри до опери Вебера «Вільний стрілець». Критик того часу писав: «Вейнгартнер — класицист за темпераментом та школою, і в класичній літературі він відчуває себе найкраще. Чуттєвість, стриманість і зрілий інтелект надають його виконанню вражаючої шляхетності, і часто кажуть, що велична грандіозність його Бетховена недосяжна для жодного іншого диригента нашого часу … Він здатний зробити чутними найтонші гармонійні поєднання і найбільш крихкі контрасти. Але, можливо, найчудовіша якість Вейнгартнера — це його надзвичайний дар бачити твір як ціле …».
Серед здійснених Вейнгартнером записів центральне місце займають твори віденських класиків. Він став першим у світі диригентом, який записав всі дев'ять симфоній Бетховена, деякі з симфоній — кілька разів (записи здійснені в 1920–30-х роках з Віденським філармонічним, Лондонським філармонічним та іншими оркестрами). Записав також всі симфонії Йоганнеса Брамса.
Серед творів Вейнгартнера — дванадцять опер, сім симфоній, симфонієта, чотири симфонічні поеми, скрипкові та віолончельний концерти, п'ять струнних квартетів, дві скрипкові сонати. Здійснив оркестровку сонати «Хаммерклавір» і «Великої фуги» Бетховена, оркестрову редакцію Незакінченої симфонії Франца Шуберта.
Вейнгартнер також написав книгу «Про диригування» (1895) і статтю «Диригент» (1912).